# Symmachia norina
Symmachia norina är en fjärilsart som beskrevs av William Chapman Hewitson 1867. Symmachia norina ingår i släktet Symmachia och familjen Riodinidae. Inga underarter finns listade i Catalogue of Life.

## Bildgalleri

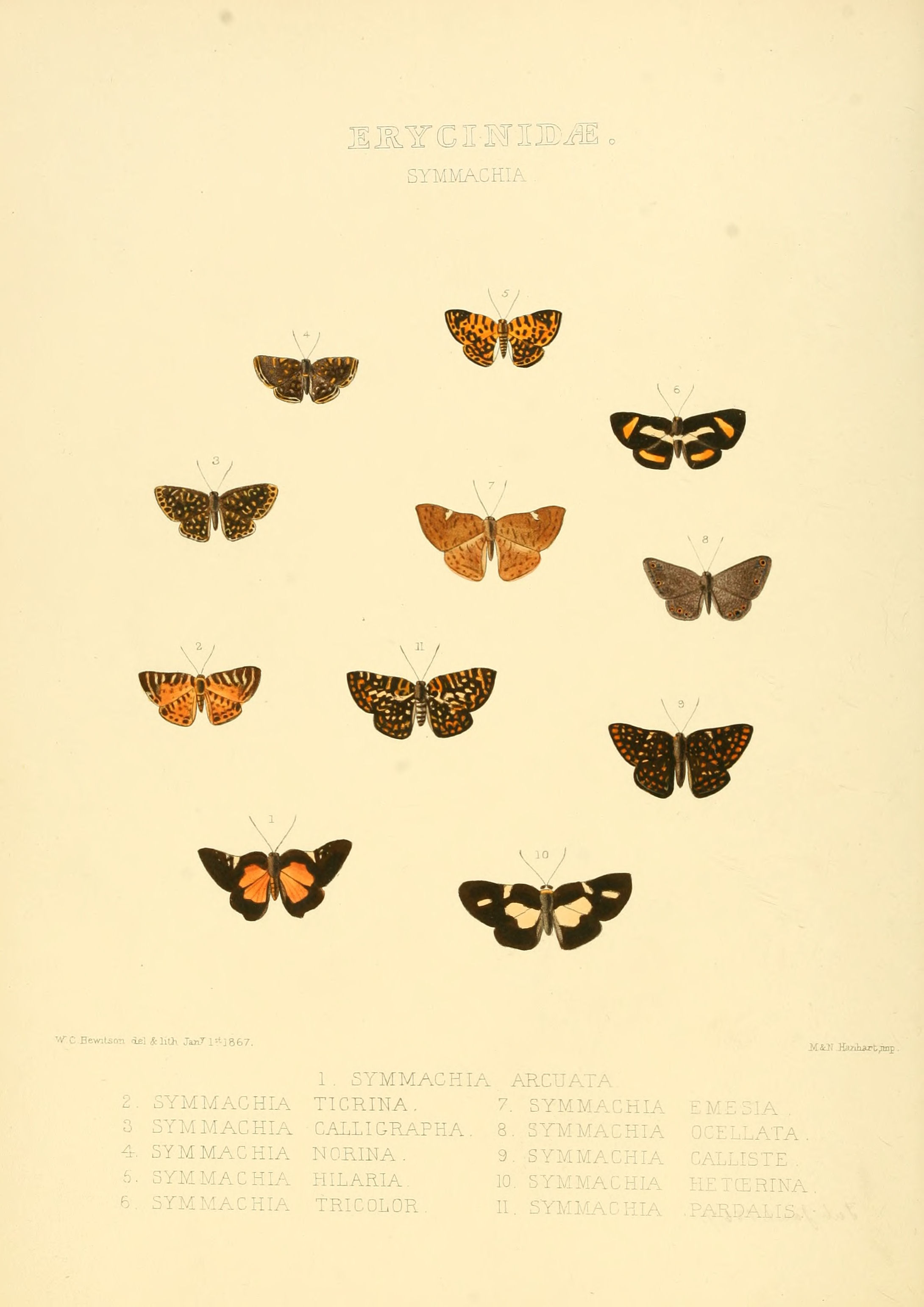